# Riverdale (4.ª temporada)
A quarta temporada de Riverdale, uma série de televisão americana baseada nos personagens da Archie Comics, foi renovada em 31 de janeiro de 2019 e estreou na The CW em 9 de outubro de 2019. A temporada é produzida pela Berlanti Productions, Archie Comics, Warner Bros. Television e CBS Television Studios com Roberto Aguirre-Sacasa servindo como showrunner.

## Elenco e personagens

### Principal
- KJ Apa como Archibald "Archie" Andrews
- Lili Reinhart como Elizabeth "Betty" Cooper
- Camila Mendes como Veronica Lodge
- Cole Sprouse como Forsythe Pendleton "Jughead" Jones III
- Marisol Nichols como Hermione Lodge
- Madelaine Petsch como Cheryl Blossom
- Mark Consuelos como Hiram Lodge
- Casey Cott como Kevin Keller
- Charles Melton como Reginald "Reggie" Mantle
- Vanessa Morgan como Antoinette "Toni" Topaz
- Skeet Ulrich como Forsythe Pendleton "F.P." Jones II
- Mädchen Amick como Alice Cooper

### Recorrente
- Martin Cummins como Tom Keller
- Nathalie Boltt como Penelope Blossom
- Molly Ringwald como Mary Andrews
- Trinity Likins como Jellybean Jones
- Keer Smith como diretor Honey
- Eli Goree como Mad Dog
- Zoe de Grand Maison como Evelyn Evernever
- Wyatt Nash como Charles Smith[3]
- Sam Witwer como Sr. Chipping[4]
- Juan Riedinger como Dodger[5]
- Mishel Prada como Hermosa[6]

### Convidados
- Ashleigh Murray como Josephine "Josie" McCoy
- Lucy Hale como Katy Keene
- Chad Michael Murray como Edgar Evernever
- Hart Denton como Chic
- Robin Givens como Sierra McCoy

## Produção
Em 31 de janeiro de 2019, foi anunciada a renovação da série para a quarta temporada. As filmagens da temporada começaram em 08 de julho de 2019 e tem término em 4 de abril de 2020. Em 25 de julho 2019, anunciou-se que a temporada iria ter o seu primeiro episódio de Halloween. Em 15 de maio de 2019, foi anunciado que Wyatt Nash, que interpretou Charles Smith na terceira temporada como convidado, aparecerá na temporada como personagem recorrente. Em 21 de julho de 2019, foi anunciado que Shannen Doherty apareceria como convidada, no episódio de homenagem a Luke Perry. Em 30 de julho de 2019, foi anunciado que Sam Witwer se juntou ao elenco como personagem recorrente, interpretando Mr. Chipping, professor de Jughead. Em 19 de agosto de 2019, foi anunciado que Juan Riedinger se juntou ao elenco como Dodger, o próximo inimigo de Archie. Em 5 de setembro de 2019, foi anunciado que Mishel Prada se juntaria ao elenco como Hermosa, uma investigadora particular e meia-irmã de Veronica.  A produção foi suspensa em 11 de março de 2020 como resultado direto da pandemia de COVID-19, depois que uma pessoa que trabalhava no programa entrou em contato com uma pessoa que testou positivo para COVID-19. No entanto, o escritor da série Ted Sullivan confirmou que a quarta temporada terminaria mais cedo com o episódio 19, com os três episódios restantes sendo exibidos como parte da quinta temporada.

## Episódios
| N.º na série | N.º na temp. | Título | Dirigido por      | Escrito por                        | Exibição original       | Cód. de produção | Audiência (milhões) |
| --- | ------------ | --- | ----------------- | ---------------------------------- | ----------------------- | ---------------- | ------------------- |
| 58 | 1            | "Chapter Fifty-Eight: In Memoriam" "(Capítulo Cinquenta e Oito: Em Memória)"                                   | Gabriel Correa    | Roberto Aguirre-Sacasa             | 9 de outubro de 2019    | T13.21851        | 1.14                |
| Enquanto a cidade se prepara para o primeiro desfile do Dia da Independência desde a morte de Jason Blossom, Archie descobre que seu pai havia sido morto em um atropelamento em uma cidade chamada Cherry Creek, no caminho de volta para Riverdale. A funerária da cidade notifica Archie e sua mãe de que eles não poderão transportar o corpo de Fred de Cherry Creek até depois do feriado, o que Archie considera perturbador. Então, ele pede a Veronica, Betty e Jughead que o acompanhem para trazer seu pai para casa. Enquanto estava em Cherry Creek, a turma é apresentada a uma mulher (Shannen Doherty) enquanto recuperava o caminhão de Fred - e logo percebeu que Fred havia morrido salvando sua vida, enquanto a empurrava a mulher para fora do caminho enquanto um carro em movimento corria para ela. Todos compartilham uma oração e deixam flores na beira da estrada em memória de Fred. Enquanto a turma se senta para almoçar, F.P. liga para Archie e diz que eles pegaram o homem responsável pela morte de seu pai. Irritado, Archie abandona os outros na lanchonete e vai para a casa do homem. Ao chegar, fica sabendo que o homem estava protegendo seu filho mais novo, pois ele pegou o carro quando não deveria e matou Fred. Archie perdoou ele e seu filho. Quando o grupo chega a Riverdale, eles recebem uma manifestação em homenagem a Fred, organizada por Cheryl e Toni. Logo depois, o funeral de Fred acontece enquanto a cidade ainda está sofrendo. Após o culto, Archie e seus colegas acendem fogos de artifício em seu quintal em lembrança de seu pai.                                         |              | |                   |                                    |                         |                  |                     |
| 59 | 2            | "Chapter Fifty-Nine: Fast Times at Riverdale High" "(Capítulo Cinquenta e Nove: Picardias Estudantis)"         | Pamela Romanowsky | Michael Grassi & Will Ewing        | 16 de outubro de 2019   | T13.21852        | 0.80                |
| No primeiro dia do último ano, o grupo encontra algumas surpresas. Veronica luta com os paparazzi, Betty lida com Kevin depois de sua afiliação à Fazenda, e Jughead recebe uma posição no prestigiado Stonewall Prep, que ele recusa. Enquanto isso, o novo diretor da escola, o Sr. Honey, cancela a op baile de boas-vindas devido aos assassinatos que ocorreram no baile de formatura. Chateada, Cheryl dá uma festa na Thistle House. Betty descobre que Kevin ainda está conversando com Fangs, que está lhe fornecendo informações sobre a Fazenda e como Kevin pode provar sua lealdade. Sabendo que Kevin ainda está com lavagem cerebral, Betty e Charles o ajudam a se recuperar, o que realmente permite que Kevin induza Fangs a dizer onde a fazenda foi realocada. Archie testemunha o abuso do pai de Reggie contra Reggie - o que o leva a falar com o Sr. Mantle. Reggie e Archie então decidem quebrar o carro do Sr. Mantle em troca do abuso que ele infligiu a Reggie. Betty incentiva Jughead a ir para Stonewall Prep, o que ele agradece. Depois que FP fala sobre seu orgulho pela aceitação de Jughead na escola, um sinistro flash-forward mostra a cidade procurando desesperadamente por um Jughead desaparecido durante as férias de primavera. |              | |                   |                                    |                         |                  |                     |
| 60 | 3            | "Chapter Sixty: Dog Day Afternoon" "(Capítulo Sessenta: Um Dia de Cão)"                                        | Greg Smith        | Ace Hasan & Greg Murray            | 23 de outubro de 2019   | T13.21853        | 0,87                |
| Quando Jughead se instala em Stonewall Prep, ele desenvolve um relacionamento hostil com seu colega de quarto, Bret. Jughead também se reconcilia com Moose, que é outro colega de quarto dele, agora passando por "Marmaduke". Enquanto isso, Cheryl lida com ter que esconder o corpo de Jason quando Toni contrata uma assistente para ajudar sua avó Rose. Quando Cheryl está conversando com Jason no porão, Toni encontra eles. Em outros lugares, Archie luta com a arrecadação de US$ 40.000 para ajudar a reformar a academia para que ela possa ser transformada em um centro comunitário. Veronica é capaz de reunir algum dinheiro para ajudá-lo, enquanto no processo de mudar seu nome para abandonar o sobrenome de Lodge. Durante todo o tempo, Betty e Charles trabalham na recuperação segura dos membros da Fazenda. Edgar pede dinheiro, comida, passaporte e um ônibus, que Betty pode receber para se infiltrar no motel onde o culto se mudou. Enquanto estava lá, Evelyn derruba Betty inconsciente. Betty depois acorda amarrada a uma cadeira ao lado de Alice em um quarto de motel, e elas conseguem escapar - deixando Evelyn inconsciente. As duas tentam embarcar todos os membros no ônibus. Alice segue Edgar até o telhado do motel, onde ele "se eleva" depois que Alice o mata fatalmente. Quando Betty voltou para casa, ela e Jughead se deparam com um toque da campainha, para revelar uma fita de vídeo na porta. |              | |                   |                                    |                         |                  |                     |
| 61 | 4            | "Chapter Sixty-One: Halloween" "(Capítulo Sessenta e Um: Dia das Bruxas)"                                      | Erin Feeley       | Janine Salinas Schoenberg          | 30 de outubro de 2019   | T13.21854        | 0,74                |
| Na véspera do Dia das Bruxas, as famílias de Riverdale recebem vídeos de suas casas sendo assistidas por horas e horas. Quando o Halloween se aproxima, Cheryl e Toni re-enterram o corpo de Jason, mas Cheryl está preocupada com o fantasma de Jason agora assombrar Thistlehouse. Depois de uma sessão na capela Blossom, Nana Rose revela que Cheryl deveria ter um segundo irmão chamado Julian, mas ela o absorveu antes do nascimento. Enquanto isso, na Stonewall Prep, os colegas de classe de Jughead o travam e o trancam em um caixão no escritório do Sr. Chipping na noite de Halloween. Em outros lugares, Archie e Munroe fazem uma festa de Halloween para as crianças da comunidade, a fim de manter Dodger longe, mas a festa termina em Dodger atirando em uma das crianças que participaram da festa. Veronica afasta um paciente que escapou de Shady Grove, enquanto ele se apresenta como outro homem e tenta assassiná-la no mundo da fantasia. Betty e Jellybean, enquanto estão em casa, recebem telefonemas de alguém que afirma ser o Capuz Negro. Quando Charles rastreia os telefonemas, Betty descobre que eles são de Polly. Um flash-forward de fechamento ameaçador mostra F.P. e Betty no escritório do legista identificando o que parece ser o cadáver de Jughead. |              | |                   |                                    |                         |                  |                     |
| 62 | 5            | "Chapter Sixty-Two: Witness for the Prosecution" "(Capítulo Sessenta e Dois: Testemunha de Acusação)"          | Harry Jierjian    | Devon Turner                       | 6 de novembro de 2019   | T13.21855        | 0.76                |
| Os julgamentos de Hermoine e Hiram começam, e Veronica está trabalhando duro para provar a inocência de sua mãe. Quando algumas revelações vêm à tona, Veronica é forçada a deixar sua mãe se declarar culpada de seus crimes e subornar o governador a perdoá-la. Veronica conhece sua irmã, Hermosa, que ajudou Hiram a ser libertada - para sua decepção. Na soltura de Hiram, ele diz que estará concorrendo a prefeito. Enquanto isso, Archie e Munroe continuam a afastar Dodger do centro comunitário. Em outros lugares, Betty e Kevin se juntam ao Programa de Treinamento Junior do FBI, onde Betty é incrivelmente bem-sucedida. Betty também é assombrada por seu passado quando se confirma que ela tem os "genes assassinos em série". Jughead, enquanto trabalha na Stonewall Prep, aprende mais sobre os romances dos Irmãos Baxter que ele amava quando criança, e entra em um concurso para se tornar o próximo escritor fantasma da série. Um flash forward revela Archie, Veronica e Betty sendo presas na aula de biologia pelo assassinato de Jughead. |              | |                   |                                    |                         |                  |                     |
| 63 | 6            | "Chapter Sixty-Three: Hereditary" "(Capítulo Sessenta e Três: Hereditário)"                                    | Gabriel Correa    | James DeWille                      | 13 de novembro de 2019  | T13.21856        | 0.82                |
| Archie continua tirando crianças das ruas, apesar das ameaças de Dodger. Com os pais de Veronica fora da cadeia, ela não quer nada com Hermosa e Hiram. Hiram e Hermione dormem juntos, levando-os a renovar seus votos, dos quais Veronica reluta em participar. Jughead encontra provas de que seu avô escreveu o primeiro Livro dos Irmãos Baxter, que o escritor original nega. Depois de pedir a ajuda de Chipping na investigação, Chipping pede desculpas a Jughead e mergulha pela janela de seu escritório. Cheryl e Toni tentam expulsar o espírito de Julian de Thistlehouse com uma interrupção da tia Cricket e do tio Bedford de Cheryl, que querem que ela assine os negócios da família. Mais tarde, o tio Bedford ganha acesso à capela para encontrar o corpo de Jason, e declara Cheryl doente e a prende contra a parede. Toni então o mata com um castiçal. Betty lida com a prova da confiança de Charles em sua família. Ela visita Chic, e Chic mente e diz que Charles matou alguém. Chic diz às autoridades que Alice assassinou um homem, liderando F.P. e Charles para remover qualquer prova, provando sua confiança em Betty. Charles visita Chic, e fica claro que eles são amantes e estão trabalhando no fim da família Cooper. |              | |                   |                                    |                         |                  |                     |
| 64 | 7            | "Chapter Sixty-Four: The Ice Storm" "(Capítulo Sessenta e Quatro: A Tempestade de Gelo)"                       | Alex Pillai       | Arabella Anderson                  | 20 de novembro de 2019  | T13.21857        | 0.74                |
| Betty e Jughead investigam a morte de Chipping enquanto permanecem no campus de Stonewall Prep durante uma tempestade de gelo. Com o Dia de Ação de Graças a caminho, Archie e Veronica planejam realizar um jantar de Ação de Graças no centro comunitário, que Hiram descarta como o novo prefeito de Riverdale. Enquanto se preparava para o jantar de Ação de Graças, a família de Dodger ataca o centro comunitário para matar Archie por vingança, acreditando que ele havia machucado Dodger. As coisas aumentam rapidamente, mas quando Archie está prestes a ser morto, uma explosão ocorre com um dos pratos, levando Mary a pedir que eles saiam. Alice e F.P. decidem que querem jantar no Peru no Dia de Ação de Graças e se juntam a Hiram e Hermione, que termina em uma briga entre Hiram e F.P. em Le Bonne Nuit. Enquanto Cheryl e Toni estão tentando encobrir o assassinato de Bedford, a tia Cricket de Cheryl não para de persegui-los. Eles a convidam para jantar e a levam a acreditar que a carne que ela está comendo é o corpo de Bedford, quando na verdade era apenas uma distração para que eles pudessem jogar o corpo de Bedford no rio Sweetwater antes que congelasse. Archie dedica o centro comunitário ao legado de Fred enquanto a cidade assiste. |              | |                   |                                    |                         |                  |                     |
| 65 | 8            | "Chapter Sixty-Five: In Treatment" "(Capítulo Sessenta e Cinco: Em Terapia)"                                   | Michael Goi       | Roberto Aguirre-Sacasa             | 4 de dezembro de 2019   | T13.21858        | 0.69                |
| Mais fitas de vídeo aparecem nas portas de Riverdale. Betty descobre que ela não entra em Yale e Alice afirma que é por causa de sua atividade sexual. Depois de uma sessão com Burble, a orientadora Betty e sua mãe discutem e Alice revela que Betty é seu filho favorito e é por isso que ela exerce tanta pressão sobre ela, apesar de às vezes negligenciar Betty. Archie e Burble discutem os negócios de Archie como um vigilante para manter Dodger fora das ruas, e ela pede que ele tome cuidado. Archie decide se mudar para que sua mãe não seja mais prejudicada por suas batalhas. Cheryl perde a liderança dos Vixens devido ao seu delicado estado mental. Após o encontro com Burble, eles discutem como Cheryl pode encontrar melhores meios para lidar com seu trauma e que o fantasma de Julian não está assombrando Thistle House, porque Cheryl não absorveu seu feto. Enquanto isso, Veronica recebe uma aceitação de Harvard, mas descobre que Hiram teve influência na aceitação. Burble aconselha que ela não se associe mais a Hiram devido a seu mau relacionamento. Jughead ainda não enviou nenhuma inscrição para a faculdade devido à sua agenda cheia. Ele é aconselhado a receber recomendações da equipe da Riverdale para complementar melhor suas solicitações. Quando Betty e Jughead voltam para casa, eles reúnem os assassinatos disfarçados de suicídios que aconteceram aos membros da sociedade secreta da qual Chipping fazia parte. Um flashforward mostra Archie, Betty e Veronica sendo levados sob custódia na delegacia pelo assassinato de Jughead, como Bret diz à FP que os viu matar Jughead. |              | |                   |                                    |                         |                  |                     |
| 66 | 9            | "Chapter Sixty-Six: Tangerine" "(Capítulo Sessenta e Seis: Tangerina)"                                         | Gabriel Correa    | Roberto Aguirre-Sacasa             | 11 de dezembro de 2019  | T13.21859        | 0,73                |
| Depois de receber um telefonema, Polly ataca uma enfermeira de Shady Grove chamada Betty. Alice tenta esfaquear Betty com uma faca, também depois de receber um telefonema. Betty descobre que Evelyn estava fazendo ligações da prisão e usando uma palavra de gatilho para iniciar ataques a Dark Betty. Betty tenta remover seu lado sombrio antes de nascer, mas falha. FP é baleado por Dodger na casa de Pop, e Archie luta com Dodger em um beco, quase o matando, apesar da família estar no processo de fugir da cidade. Archie conhece seu tio no centro comunitário. Veronica convida sua Abuelita para a cidade para lhe contar como o pai a está tratando e para obter a receita de rum da família, embora Hiram afirme que a patenteou. Jughead é premiado com o contrato da Baxter Brothers, que o leva a localizar seu avô. Seu avô diz que Dupont assumiu legalmente a redação do livro depois que ele deixou a Stonewall Prep. Jughead volta mais tarde e descobre que seu avô se foi. Ele então retorna para Stonewall Prep e é introduzido na Sociedade Quill & Skull. Enquanto isso, Cheryl atrai Penelope para fora dos muros de Thistlehouse, onde ela está hospedada. Ela coloca Penelope em julgamento por dar gás a ela, tentativa de assassinato de seus amigos e assassinato de vários indivíduos. Ela bane Penelope para o bunker de Dilton e decide dar uma despedida final a Jason por meio de um funeral nórdico no rio Sweetwater com Toni, Archie, Veronica, Betty e Jughead presentes. Um flash forward é mostrado indicando que Betty matou Jughead com uma pedra.                                               |              | |                   |                                    |                         |                  |                     |
| 67 | 10           | "Chapter Sixty-Seven: Varsity Blues" "(Capítulo Sessenta e Sete: Marcação Cerrada)"                            | Roxanne Benjamin  | Aaron Allen                        | 22 de janeiro de 2020   | T13.21860        | 0.79                |
| Os Riverdale Bulldogs chegam às finais estaduais contra os Stonewall Stallions, que foram escalados para jogar de forma injusta. Betty, ouvindo isso, tenta descobrir a verdade. Enquanto isso, as Vixens recebem uma nova treinadora, a Sra. Appleyard, para desgosto de Cheryl. Veronica continua a empreender seus esforços de produção de rum até que seu pai a procura por copiar sua receita. Archie descobre que seu tio Frank, que recentemente entrou na cidade, teve um passado conturbado, e Jughead se aprofunda com a Sociedade Quill & Skull depois de descobrir que conseguiu uma entrevista com Yale. Muita tensão se acumula entre Riverdale High e Stonewall Prep antes do dia do jogo, pois depois que Munroe é atacado fora do centro comunitário, Archie e os Bulldogs brigam com a equipe de Stonewall. No dia do jogo, Frank dá drogas a Munroe para que ele possa jogar e Cheryl tranca Appleyard em uma sala de aula para que ela possa ter as Vixens para si mesma. No final, o Stonewall Stallions venceu, levando Betty a formar uma equipe de perguntas para que Riverdale High ainda tenha a chance de ter uma vantagem sobre o Stonewall Prep em algo. Jughead é aceita em Yale e um flash-forward mostra Betty arrumando o dormitório de Jughead com Bret dizendo que ela "conseguiu o que queria". |              | |                   |                                    |                         |                  |                     |
| 68 | 11           | "Chapter Sixty-Eight: Quiz Show" "(Capítulo Sessenta e Oito: Show de Perguntas)"                               | Chell Stephen     | Ted Sullivan                       | 29 de janeiro de 2020   | T13.21861        | 0.73                |
| Betty, Veronica, Cheryl e Toni vencem nas semifinais do Quiz Show e ganham uma vaga nas finais contra o Stonewall Prep. Jughead e Bret dizem a Betty que entraram em Yale, e Betty descobre que o pai de Bret comprou o caminho de Bret para a Stonewall Prep e provavelmente Yale. Enquanto isso, Cheryl e Veronica transformam o talkeasy em um clube na tentativa de encobrir a porção de rum de Hiram. No entanto, Hiram os encontra e as meninas são forçadas a se mudar. Cheryl e Veronica decidem se estabelecer no Clube do Bordo. As meninas fazem um acordo com Penelope para que ela possa vigiar o Clube do Bordo enquanto estiverem na escola. Archie está encrencado com Tom enquanto Frank assume a construção de Andrews e faz alguns movimentos arriscados. Enquanto isso, Kevin ganha dinheiro fazendo vídeos onde é agraciado por outros homens. Charles diz a Betty que o verdadeiro motivo pelo qual ela não foi deixada entrar em Yale foi porque ela era filha do Gorro Negro. Betty então esmaga a lápide de Hal, e Alice se aproxima para detê-la. Nas finais do Quiz Show, o recrutador de Yale diz que Betty entrará se Riverdale vencer o Stonewall Prep. Alice deixa Betty com todas as perguntas e respostas, mas Betty as rasga e ganha de forma justa e honesta. No entanto, Bret planta as evidências na sala de Betty, o que leva Alice a ser suspensa do trabalho e Betty a ser suspensa da escola. Um flash-forward então revela Archie confortando Betty em uma mesa no Pop's enquanto ela lamenta a perda de Jughead.                                                                                          |              | |                   |                                    |                         |                  |                     |
| 69 | 12           | "Chapter Sixty-Nine: Men of Honor" "(Capítulo Sessenta e Nove: Homens de Honra)"                               | Catriona McKenzie | Ariana Jackson                     | 5 de fevereiro de 2020  | T13.21862        | 0.65                |
| Betty, suspensa por uma semana, decide usar esse tempo com Alice para investigar mais o assassinato de Chipping. No caminho, Betty e Alice se encontram com a esposa do Sr. Chipping; quem diz que Donna estava mentindo sobre o caso que teve com ele e Moose; quem diz que Bret o gravou fazendo sexo com outro aluno. Betty e Alice vão ao Stonewall Prep em várias ocasiões para encontrar os vídeos de Bret enquanto ele está preocupado com Jughead e o duelo, mas Bret os encontra nas duas vezes. Enquanto isso, Archie conhece o amigo de Frank do Exército, que acaba sendo um mercenário pelo sangue de Frank. F.P. tranca ele, mas ele escapa e ataca Archie na escola. É revelado que Frank também era um mercenário, então ele é forçado a deixar a cidade antes de ser pego. Enquanto isso, Veronica encontra sua amiga Katy Keene (Lucy Hale) em Nova York, e depois que ela descobre que seu pai está extremamente doente. No Clube do Bordo, Nick St. Clair aparece e Toni, Kevin e Fangs viram as mesas, forçando-o a deixar Riverdale de Cheryl. No final, Jughead dá a Bret a vitória em seu duelo, e Betty revela que ela conseguiu roubar uma fita chamada "Donna" de Stonewall Prep. Na fita, Donna é revelada fazendo o mesmo discurso que deu a Betty sobre seu caso com o Sr. Chipping, só que desta vez ela está incriminando um homem que não existe, pressionando Betty a investigar mais Donna. Este episódio é um crossover com Katy Keene |              | |                   |                                    |                         |                  |                     |
| 70 | 13           | "Chapter Seventy: The Ides of March" "(Capítulo Setenta: Os Idos de Março)"                                    | Claudia Yarmy     | Chrissy Maroon & Evan Kyle         | 12 de fevereiro de 2020 | T13.21863        | 0.65                |
| Jughead descobre que seu contrato com a Baxter Brothers está sendo rescindido e foi expulso da Sociedade Quill & Skull. Archie tenta tomar decisões sobre seu futuro, o que inclui quase vender Andrews Construções. Veronica luta com o estado de doença de Hiram. Cheryl e Toni descobrem Hermosa disfarçada, tentando obter conhecimento sobre os negócios de Cheryl e Veronica. Jughead é acusado de plagiar a história que o levou a Yale. Ele planeja combater essas acusações até Bret informar Jughead de que ele deve aceitar sua punição e deixar Stonewall Prep ou ele divulgará um vídeo dele e de Betty fazendo sexo. Bret ainda convida ele e Betty para a floresta para uma festa para comemorar os idos de março. Betty convida Veronica e Archie para que todos possam passar algum tempo juntos. Jughead vai à festa em busca de vingança contra Bret, atraindo-o para a floresta. Betty segue Donna na floresta, onde Donna revela que se encontrou com Evelyn na prisão e Evelyn revelou a Donna que há uma palavra especial que hipnotizará Betty a machucar as pessoas que ela ama. Donna e Bret são vistas saindo da floresta, com Archie e Veronica tropeçando em Betty, que aparentemente matou Jughead com uma pedra. |              | |                   |                                    |                         |                  |                     |
| 71 | 14           | "Chapter Seventy-One: How to Get Away with Murder" "(Capítulo Setenta e Um: Como se Livrar de um Assassinato)" | James DeWille     | Arabella Anderson                  | 26 de fevereiro de 2020 | T13.21864        | 0.67                |
| Após a morte de Jughead, Betty, Archie e Veronica queimaram o chapéu e as roupas na floresta. Quando chegam em casa tarde da noite, todos dão aos pais explicações diferentes, o que prova ser um erro. Enquanto isso, Betty decide colocar uma escuta no Stonewall Prep para descobrir os motivos reais da noite da morte de Jughead, porque ela não se lembra de nada depois de sua conversa com Donna na floresta. No entanto, depois que Archie vai para Stonewall Prep para combater Bret a pedido de Betty, eles encontram a escuta e a destroem. De volta a Riverdale, Alice e F.P. decidem rastrear o celular de Jughead e descobrem que ele estava no bolso da jaqueta de Betty, tendo sido colocado por Joan. Enquanto a investigação continua, F.P. acha uma pedra ensanguentada em evidência de que Charles a arrebata e a substitui por uma pedra falsa que Betty criou usando sangue falso. Charles também ajuda Betty a aceitar o que aconteceu na noite do assassinato. Ela lembra que Donna soprou um pó branco em seu rosto chamado "bafo do diabo", o que a tornaria incapaz de assassinar Jughead. Isso significa que os estudantes de Stonewall assassinaram Jughead e colocaram as evidências nela. O corpo de Jughead é encontrado quando uma equipe de busca parte para ele, e Betty e F.P. identificaram no necrotério. Após esses acontecimentos, Betty, Archie e Veronica retornam ao Pop's para discutir seus próximos passos. |              | |                   |                                    |                         |                  |                     |
| 72 | 15           | "Chapter Seventy-Two: To Die For" "(Capítulo Setenta e Dois: Pacto de Sangue)"                                 | Shannon Kohli     | Roberto Aguirre-Sacasa             | 4 de março de 2020      | T13.21865        | 0.66                |
| Alice começa a fazer um documentário sobre a suposta morte de Jughead enquanto a investigação está em andamento. Na Stonewall Prep, F.P. entra no quarto de Donna procurando evidências para o caso, quando Donna diz a ele que Veronica, Betty e Archie mataram Jughead. F.P. depois vai para Riverdale High e os prende, mas os deixa ir quando os resultados dos testes revelam que o sangue era falso. Betty planeja um funeral para Jughead. Donna, Bret e Joan foram para o funeral e Donna, acreditando que Jughead está vivo, ordena que Bret abra o caixão mas Betty os expulsa. Donna, acreditando que eles estão sendo enganados, decide se aprofundar um pouco mais na morte de Jughead. Na escola, Cheryl cria um memorial para Jughead, o que deixa Betty emocionada. Ela corre para a sala de música, seguida por Archie e eles se beijam. Cheryl diz a Veronica; que com raiva os confronta no salão. Donna segue Betty até o bunker de Dilton naquela noite para encontrar ela e Archie se beijando. Sabendo que Donna a estava seguindo, ela escondeu Jughead vivo embaixo da cama como uma diversão, para que Bret e Donna se rissem sob pressão. Em casa, Betty e Archie flertam com texto e Hermosa encontra evidências sobre a identidade de Donna para ajudar a derrubar as estudantes de Stonewall. |              | |                   |                                    |                         |                  |                     |
| 73 | 16           | "Chapter Seventy-Three: The Locked Room" "(Capítulo Setenta e Três: A Sala Trancada)"                          | Tessa Blake       | Aaron Allen                        | 11 de março de 2020     | T13.21866        | 0.66                |
| Jughead e Betty mantêm em sala trancada com os garotos de Stonewall e o Sr. DuPont, explicando tudo. Chipping se matou de culpa ao orquestrar cada aluno para cometer o assassinato perfeito. Quem fosse designado para o cargo de escritor fantasma, escreveria o assassinato. Moose deveria ser o aluno assassinado. Betty e Jughead deduzem que todos os quatro estudantes tiveram a mão na morte de Jughead. Charles ordenou que o trio queimasse suas roupas e todas as evidências enquanto levava Jughead para o hospital do FBI. Betty traz Charles, FP e Forsythe. Forsythe vive escondido, tentando provar que DuPont assassinou seu círculo literário original. Jughead era uma isca para atrair Forsythe, para que o Sr. DuPont pudesse terminar o assassinato. DuPont se mata para evitar a prisão, Joan deixa o país. Brett revela a localização das fitas, enquanto enfrenta acusações. Betty chantageia Donna a desaparecer, descobrindo que a avó de Donna foi assassinada pela DuPont, fazendo dela a mente por trás de tudo. Betty começa a perceber que ela pode ter sentimentos por Archie. FP e Forsythe começam a conversar. Veronica e Betty prometem ensinar os caras para que possam se formar juntos. |              | |                   |                                    |                         |                  |                     |
| 74 | 17           | "Chapter Seventy-Four: Wicked Little Town" "(Capítulo Setenta e Quatro: Cidadezinha Perversa)"                 | Antonio Negret    | Tessa Leigh Williams               | 15 de abril de 2020     | T13.21867        | 0.54                |
| Os moradores de Riverdale recebem mais vídeos de suas casas. Kevin quer cantar uma música do musical, Hedwig and the Angry Inch, no show de variedades da escola. Archie e a gangue decidem cantar como uma banda, no entanto, o Diretor Honey acredita que o show é inadequado demais. Hiram tem pulado seus compromissos, o que o leva ao colapso. Betty ensina Jughead, que não está levando a sério e investigando os vídeos. Cheryl e Toni planejam um plano para tentar fazer com que Honey aceite o programa, mas ele nega, ameaçando proibir os estudantes do baile de formatura. Após um protesto pacífico, Honey cancela o show de variedades. Veronica e Archie brigam por Hiram ir à academia, assim como Betty e Jughead brigam por ele não levar a escola a sério. Apenas Archie e Betty aparecem para o ensaio, e eles acabam se beijando. Mais tarde, Veronica e Jughead pedem desculpas pela briga, enquanto Betty e Archie se entreolham nervosamente pelas janelas. Veronica apresenta o show de variedades no Le Bonne Nuit e The Archies se apresentam lá. Observando as fitas, Jughead vê uma pessoa amarrada usando uma máscara facial de Jughead que é brutalmente assassinada por uma mulher com uma máscara de Betty. |              | |                   |                                    |                         |                  |                     |
| 75 | 18           | "Chapter Seventy-Five: Lynchian" "(Capítulo Setenta e Cinco: Lynchian)"                                        | Steven A. Adelson | Ariana Jackson & Brian E. Paterson | 29 de abril de 2020     | T13.21868        | 0.66                |
| Charles, investigando as fitas de vídeo, descobre que uma locadora tem um vídeo de Clifford matando Jason. Kevin leva Toni, Fangs e Reggie aos vídeos de cócegas para ganhar algum dinheiro; eles decidem iniciar seu próprio negócio. Depois, Kevin é ameaçado por Terry, que exige que ele continue trabalhando para ele. Betty lembra sobre seu relacionamento com Archie quando criança e sua longa e complicada história de amor. Archie está em conflito por causa de seus sentimentos sobre Betty enquanto trabalhava em uma música para ela. O negócio de rum de Cheryl e Veronica é atacado por uma gangue, que Hiram ameaça. Em troca, eles o venceram severamente. Reggie e os Bulldogs ameaçam Terry para que eles possam continuar fazendo vídeos. Cheryl deixa o negócio, então Veronica se associa a Hiram, sentindo que ele mudou. No entanto, Hiram mata o chefe da gangue. Honey, um visitante da loja, descobre as fitas e proíbe o trio de fazer mais. Archie quer agir de acordo com seus sentimentos por Betty, mas ela diz que não machucará ninguém, então eles decidem não fazê-lo. Em troca, Archie planeja partir para uma Academia Naval. Cheryl descobre que recebeu uma fita de vídeo, desta vez com alguém usando uma máscara de Clifford matando alguém com uma máscara de Jason. |              | |                   |                                    |                         |                  |                     |
| 76 | 19           | "Chapter Seventy-Six: Killing Mr. Honey" "(Capítulo Setenta e Seis: Matando o Sr. Honey)"                      | Mädchen Amick     | Ted Sullivan & James DeWille       | 6 de maio de 2020       | T13.21869        | 0.65                |
| Quando o Sr. Honey ameaça cancelar o baile, o grupo pede que Sr. Honey não cancele. Jughead deve enviar uma história para a Universidade de Iowa, para escrever uma história fictícia sobre o grupo que matou Mr. Honey por arruinar o último ano da faculdade. Nesta história, Archie, Veronica, Betty, Jughead, Reggie e Cheryl todos matam o Sr. Honey e depois começam a ceder na escuridão dentro deles quando tentam encobrir o assassinato. Honey chama Charles e Betty para o seu escritório quando a escola recebe uma fita de vídeo da escola, com o voyeur filmando a escola inteira. Acreditando que há perigo, Honey cancela o baile com firmeza. Betty assiste a fita cheia e pega um reflexo de Honey nela. Filmando a fita como uma desculpa para cancelar o baile, Charles e Betty o desmente e acaba sendo demitido e o baile foi reintegrado. Depois que Bell diz à turma que Honey era um bom homem para a escola, ela entrega a Jughead sua carta de recomendação para a faculdade. Jughead se emociona, que muda a história para levar Honey para o hospital; não querendo se tornar mal. Betty e Jughead são deixados outra fita de vídeo convidando-os para uma casa abandonada. Eles encontram outra fita de vídeo, desta vez com um grupo de pessoas usando máscaras do grupo que apunhalam o verdadeiro Sr. Honey até a morte. |              | |                   |                                    |                         |                  |                     |

## Audiência
| №  | Título                                             | Exibição original       | Rating/share (18–49) | Audiência (em milhões) | DVR (18–49) | Audiência em DVR (milhões) | Total (18–49) | Audiência total (em milhões) |
| -- | -------------------------------------------------- | ----------------------- | -------------------- | ---------------------- | ----------- | -------------------------- | ------------- | ---------------------------- |
| 1  | "Chapter Fifty-Eight: In Memoriam"                 | 9 de outubro de 2019    | 0.4/2                | 1.14                   | 0.4         | 0.85                       | 0.8           | 1.99                         |
| 2  | "Chapter Fifty-Nine: Fast Times at Riverdale High" | 16 de outubro de 2019   | 0.2/2                | 0.80                   | 0.4         | 0.73                       | 0.6           | 1.53                         |
| 3  | "Chapter Sixty: Dog Day Afternoon"                 | 23 de outubro de 2019   | 0.3/2                | 0.87                   | 0.3         | 0.66                       | 0.6           | 1.53                         |
| 4  | "Chapter Sixty-One: Halloween"                     | 30 de outubro de 2019   | 0.2/1                | 0.74                   | 0.4         | 0.75                       | 0.6           | 1.49                         |
| 5  | "Chapter Sixty-Two: Witness for the Prosecution"   | 6 de novembro de 2019   | 0.2/1                | 0.76                   | 0.4         | 0.73                       | 0.6           | 1.48                         |
| 6  | "Chapter Sixty-Three: Hereditary"                  | 13 de novembro de 2019  | 0.3/1                | 0.82                   | 0.3         | 0.68                       | 0.6           | 1.50                         |
| 7  | "Chapter Sixty-Four: The Ice Storm"                | 20 de novembro de 2019  | 0.2/1                | 0.74                   | 0.3         | 0.63                       | 0.5           | 1.37                         |
| 8  | "Chapter Sixty-Five: In Treatment"                 | 4 de dezembro de 2019   | 0.2/1                | 0.69                   | 0.3         | 0.65                       | 0.5           | 1.34                         |
| 9  | "Chapter Sixty-Six: Tangerine"                     | 11 de dezembro de 2019  | 0.2/1                | 0.73                   | 0.3         | 0.59                       | 0.5           | 1.32                         |
| 10 | "Chapter Sixty-Seven: Varsity Blues"               | 22 de janeiro de 2020   | 0.2/1                | 0.79                   | 0.3         | 0.60                       | 0.5           | 1.39                         |
| 11 | "Chapter Sixty-Eight: Quiz Show"                   | 29 de janeiro de 2020   | 0.2/1                | 0.73                   | 0.3         | 0.59                       | 0.5           | 1.32                         |
| 12 | "Chapter Sixty-Nine: Men of Honor"                 | 5 de fevereiro de 2020  | 0.2                  | 0.65                   | 0.3         | 0.64                       | 0.5           | 1.29                         |
| 13 | "Chapter Seventy: The Ides of March"               | 12 de fevereiro de 2020 | 0.2                  | 0.65                   | 0.2         | 0.55                       | 0.4           | 1.20                         |
| 14 | "Chapter Seventy-One: How to Get Away with Murder" | 26 de fevereiro de 2020 | 0.2                  | 0.67                   | 0.2         | 0.51                       | 0.4           | 1.18                         |
| 15 | "Chapter Seventy-Two: To Die For"                  | 4 de março de 2020      | 0.2                  | 0.66                   | 0.2         | 0.51                       | 0.4           | 1.17                         |
| 16 | "Chapter Seventy-Three: The Locked Room"           | 11 de março de 2020     | 0.2                  | 0.66                   | 0.2         | 0.55                       | 0.4           | 1.21                         |
| 17 | "Chapter Seventy-Four: Wicked Little Town"         | 15 de abril de 2020     | 0.2                  | 0.54                   | 0.2         | 0.51                       | 0.4           | 1.05                         |
| 18 | "Chapter Seventy-Five: Lynchian"                   | 29 de abril de 2020     | 0.2                  | 0.66                   | 0.2         | 0.49                       | 0.4           | 1.15                         |
| 19 | "Chapter Seventy-Six: Killing Mr. Honey"           | 6 de maio de 2020       | 0.2                  | 0.65                   | 0.2         | 0.47                       | 0.4           | 1.12                         |